# Gmina Naklo
Naklo – gmina w północnej Słowenii. W 2010 roku liczyła 4900 mieszkańców.

## Miejscowości
Miejscowości wchodzące w skład gminy Naklo:

- Bistrica
- Cegelnica
- Gobovce
- Malo Naklo
- Naklo – siedziba gminy
- Okroglo
- Podbrezje
- Polica
- Spodnje Duplje
- Strahinj
- Zadraga
- Zgornje Duplje
- Žeje